# Chủ nghĩa cuồng tín tôn giáo

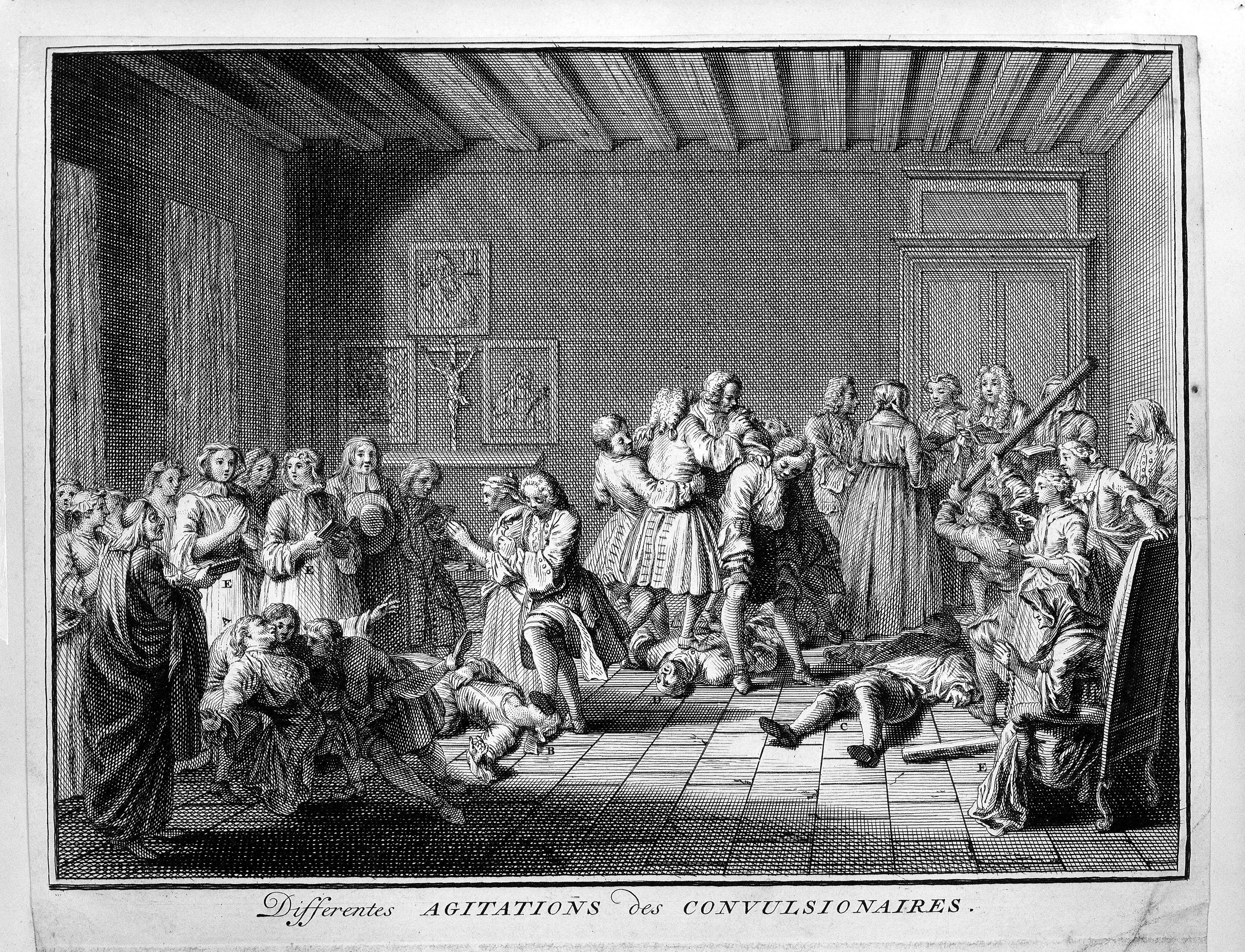
Bức tranh khắc của Bernard Picart mô tả cảnh các tín đồ của môt giáo phái tôn giáo đang lên cơn co giật và co thắt do sự cuồng tín tôn giáo.

Chủ nghĩa cuồng tín tôn giáo (hay Chủ nghĩa cực đoan tôn giáo) là một thuật ngữ tiêu cực dùng để chỉ sự nhiệt tình thái quá hoặc niềm tin mù quáng của một cá nhân hay một nhóm người đối với một tôn giáo. Đây là một dạng cuồng tín có thể ảnh hưởng đến mọi mặt đời sống của họ, từ công việc, vai trò xã hội đến các mối quan hệ cá nhân. Thuật ngữ này xuất hiện từ thời kỳ Kitô giáo cổ đại, ban đầu được dùng để miệt thị các tôn giáo không phải Kitô giáo, và sau đó được sử dụng rộng rãi hơn trong Thời đại Khai sáng.